# Heinz Bremer
Walter Karl Heinz Bremer (* 5. Januar 1931 in Hamburg; † 21. Oktober 2001 in Hanshagen in Nordwestmecklenburg) war ein deutscher Naturschützer, Biologe und Hochschullehrer, der sich auf die Meeres- und Fischereibiologie spezialisiert hatte.

## Leben

### Familie
Heinz Bremer wurde als Sohn von Paul Bremer, einem Kraftfahrer, und dessen Ehefrau Emma, geboren.
Er war verheiratet mit der Malerin Lilian Bremer (* 4. März 1937 in Nikolaiken).

### Werdegang
Heinz Bremer besuchte die Oberschule in Schwerin, wo er seine schulische Ausbildung abschloss.
Nach dem Schulabschluss absolvierte er von 1949 bis 1950 eine Neulehrerausbildung, um sich auf seine Lehrtätigkeit vorzubereiten. 1950 trat er seine erste Stelle als Lehrer in Wessin an, bevor er kurzzeitig als Volontär im Klinischen Labor des Stadtkrankenhauses Schwerin tätig war. Im selben Jahr trat er eine Stelle als pädagogischer Mitarbeiter im „Haus der Jungen Pioniere“ in Schwerin an, wo er bis 1955 tätig war und sich für die naturwissenschaftliche Bildung von Kindern und Jugendlichen einsetzte. 1953 legte er die Lehrerprüfung für Biologie in der Unterstufe ab, gefolgt von einem Fernstudium der Biologie in der Mittelstufe, das er von 1954 bis 1957 absolvierte.
Bis 1955 engagierte er sich zudem als Kreisnaturschutzbeauftragter für Schwerin-Stadt.
Von 1955 bis 1958 unterrichtete er als Lehrer für Biologie und Chemie in Schwerin. 1958 übernahm er kurzzeitig die Leitung der „Station der jungen Naturforscher“ in Schwerin. Von 1959 bis 1961 war er als Schulinspektor in der Abteilung für Volksbildung beim Rat der Stadt Schwerin tätig.
Heinz Bremer setzte seine akademische Ausbildung fort, indem er von 1960 bis 1964 ein Fernstudium der Biologie in der Oberstufe an der Pädagogischen Hochschule (PH) in Potsdam absolvierte und das Staatsexamen bestand. 
Er wurde 1961 Mitarbeiter am Lehrstuhl für die Methodik des Biologieunterrichts an der PH in Güstrow.
1964 wurde er in die außerplanmäßige Aspirantur an der Universität Rostock aufgenommen, wo er 1969 mit seiner Dissertation Histophysiologische und histochemische Untersuchungen am Marsupialepithel von Syngnathus typhle während des Jahreszyklus zum Dr. sc. nat. promovierte. Zusätzlich erwarb er 1969 die facultas docendi für Spezielle Zoologie an der PH Güstrow und habilitierte sich 1982 mit der Arbeit Morphologische, topochemische und ökophysiologische Untersuchungen juveniler Stadien ausgewählter Osteichthyes unter Berücksichtigung einiger Aspekte der Optimierung der Hälterungstechnologie bei industriemäßiger Satzfischproduktion.
Er war von 1969 bis 1987 Leiter der Meeresbiologischen Station Boiensdorf, wo er sich intensiv mit der Erforschung aquatischer Ökosysteme und der Fischerei beschäftigte. In den Jahren 1989 bis 1991 war er anfangs Oberassistent und später außerordentlicher Professor für Spezielle Zoologie an der PH Güstrow. Anschließend übernahm er von 1991 bis 1993 eine Professur im Fachbereich Biologie an der Universität Rostock (Außenstelle Güstrow). Ab 1993 leitete er sein eigenes „Privatlabor für aquatische Ökologie“, in dem er verschiedene Forschungsaufträge durchführte.

## Mitgliedschaften
Heinz Bremer war von 1949 bis 1952 Mitglied der National-Demokratischen Partei Deutschlands (NDPD).

## Schriften (Auswahl)
- Histophysiologische und histochemische Untersuchungen am Marsupialepithel von Syngnathus typhle während des Jahreszyklus.
- Morphologische, topochemische und ökophysiologische Untersuchungen juveniler Stadien ausgewählter Osteichthyes unter Berücksichtigung einiger Aspekte der Optimierung der Hälterungstechnologie bei industriemäßiger Satzfischproduktion. 1982.
- Futter für Aquarienfische. 1995.
- Aquarienfische gesund ernähren. Stuttgart, 1997.
- Handbuch Mikroskopie und Fotografie am Aquarium. Ruhmannsfelden 2002.